# Гимн Ватикана
Понтификальный гимн и марш (лат. Hymnus et modus militaris Pontificalis, итал. Inno e Marcia Pontificale) — государственный гимн Ватикана, состоящий из двух частей, одна — на латинском языке, который является государственным языком Ватикана, другая — на итальянском. Текст на итальянском языке принадлежит Антонио Аллегра (1905—1969), на латинском — Раффаэло Лаванье (1918—2015). Музыку для «Понтификального марша» написал Шарль Гуно (1818—1893) в честь золотого юбилея служения в священном сане папы Пия IX, который отмечался в 1869 году. В качестве государственного гимна эта композиция была принята указом папы Пия XII (который переименовал её в «Понтификальный гимн») и впервые исполнена на Рождество 24 декабря 1949 года. До 1950 года в качестве официального гимна использовался гимн, написанный в 1857 году Витторино Галлмайром.

## Латинский текст
(Raffaello Lavagna)
| Chorus: O felix Roma — O Roma nobilis. Sedes es Petri, qui Romae effudit sanguinem, Petri, cui claves datae sunt regni caelorum. Pontifex, Tu successor es Petri; Pontifex, Tu magister es tuos confirmas fratres; Pontifex, Tu qui Servus servorum Dei, hominumque piscator, pastor es gregis, ligans caelum et terram. Pontifex, Tu Christi es vicarius super terram, rupes inter fluctus, Tu es pharus in tenebris; Tu pacis es vindex, Tu es unitatis custos, vigil libertatis defensor; in Te potestas. Vox acuta, vox altera ab acuta: Tu Pontifex, firma es petra, et super petram hanc aedificata est Ecclesia Dei. Vox media, vox gravis: Pontifex, Tu Christi es Vicarius super terram, rupes inter fluctus, Tu es pharus in tenebris; Tu pacis es vindex, Tu es unitatis custos, vigil libertatis defensor; in Te potestas. Chorus: O felix Roma — O Roma nobilis. | Хор: О счастливый Рим, о благородный Рим! Ты — кафедра Петра, пролившего кровь в Риме, Петра, которому даны ключи от царствия небесного. Понтифик, ты — наследник Петра; Понтифик, ты — наставник, утверждаешь братьев твоих; Понтифик, ты — слуга слуг Божиих, Ловец людей, пастырь стада, Связывающий небо и землю. Понтифик, ты — наместник Христа на земле, Скала средь волн, ты — маяк среди тьмы; Ты — заступник мира, ты — страж единства, Неусыпный защитник свободы; ты обладаешь властью. Сопрано и контральто: Ты — понтифик, прочный камень, на камне же сием поставлена Церковь Божия. Теноры и басы: Понтифик, ты — наместник Христа на земле, Скала средь волн, ты — маяк среди тьмы; Ты — заступник мира, ты — страж единства, Неусыпный защитник свободы; ты обладаешь властью. Хор: О блаженный Рим, о благородный Рим! |

## Латинский текст II
(Evaristo D’Anversa)
| Hymnus Roma, alma parens, Sanctorum Martyrumque, Nobile carmen, te decete, sonorumque, Gloria in excelsis, paternae maiestati Pax et in terra fraternae caritati Ad te clamamus, Angelicum pastorem: Quam vere refers, Tu mitem Redemptorem! Magister Sanctum, custodis dogma Christi, Quod unun vitae, solamen datur isti. Non praevalebunt horrendae portae infernae, Sed vis amoris veritatisque aeternae. | Гимн О бессмертный Рим мучеников и святых, О бессмертный Рим, прими наши песни: Слава в небесах Богу, Господу нашему, Мир верным, любящим Христа! К Тебе прибегаем, Пастырь Ангельский, В Тебе зрим Искупителя кроткого, Святой наследник истинной и святой веры, Утешение и слава тех, кто сражается и верит. Не возобладают сила и страх, Но править будут истина и любовь.                                          |
| Modus pontificalis Salve, Roma! In te aeterna stat historia, Inclyta, fulgent gloria Monumenta tot et arae. Roma Petri et Pauli, Cunctis mater tu redemptis, Lumen cunctae in facie gentis Mundique sola spes! Salve, Roma! Cuius lux occasum nescit, Splendet, incandescit, Et iniquo oppilat os. Pater Beatissime, Annos Petri attinge, excede Unum, quaesumus, concede: Tu nobis benedic.                  | Понтификальный марш Привет, привет, о Рим, древняя отчизна воспоминаний, Поют тебе славу тысяча пальм [или: ладоней] и тысяча алтарей. Рим апостолов, мать и водительница искуплённых, Рим — свет народов, мир на тебя уповает! Привет, привет, о Рим, свет твой не угаснет, Сияние красоты твоей побеждает ненависть и стыд. Рим апостолов, мать и водительница искуплённых, Рим — свет народов, мир на тебя уповает! |

## Итальянский текст
| Inno Roma immortale di Martiri e di Santi, Roma immortale accogli i nostri canti: Gloria nei cieli a Dio nostro Signore, Pace ai Fedeli, di Cristo nell’amore. A Te veniamo, Angelico Pastore, In Te vediamo il mite Redentore, Erede Santo di vera e santa Fede; Conforto e vanto a chi combate e crede, Non prevarranno la forza ed il terrore, Ma regneranno la Verità, l’Amore.                   | Гимн О бессмертный Рим мучеников и святых, О бессмертный Рим, прими наши песни: Слава в небесах Богу, Господу нашему, Мир верным, любящим Христа! К Тебе прибегаем, Пастырь Ангельский, В Тебе зрим Искупителя кроткого, Святой наследник истинной и святой веры, Утешение и слава тех, кто сражается и верит. Не возобладают сила и страх, Но править будут истина и любовь.                                          |
| Marcia pontificale Salve Salve Roma, patria eterna di memorie, Cantano le tue glorie mille palme e mille altari. Roma degli apostoli, Madre guida dei Rendenti, Roma luce delle genti, il mondo spera in te! Salve Salve Roma, la tua luce non tramonta, Vince l’odio e l’onta lo splendor di tua beltà. Roma degli Apostoli, Madre e guida dei Redenti, Roma luce delle genti, il mondo spera in te! | Понтификальный марш Привет, привет, о Рим, древняя отчизна воспоминаний, Поют тебе славу тысяча пальм [или: ладоней] и тысяча алтарей. Рим апостолов, мать и водительница искуплённых, Рим — свет народов, мир на тебя уповает! Привет, привет, о Рим, свет твой не угаснет, Сияние красоты твоей побеждает ненависть и стыд. Рим апостолов, мать и водительница искуплённых, Рим — свет народов, мир на тебя уповает! |